# Rudgea buntingii
Rudgea buntingii är en måreväxtart som beskrevs av Julian Alfred Steyermark. Rudgea buntingii ingår i släktet Rudgea och familjen måreväxter. Inga underarter finns listade i Catalogue of Life.